# 韓多敏
韓多敏（韓語：한다민，1983年11月1日—），韓國女演員。

## 演出作品

### 電視劇
- 2006年：KBS《漢城1945》
- 2006年：KBS《透明人間崔長洙》
- 2006年：MBC《珍惜現在》
- 2007年：SBS《外科醫生奉達熙》飾 敏智的母親
- 2007年：MBC《瑪莉大九攻防戰》
- 2007年：MBC《咖啡王子1號店》
- 2007年：SBS《王與我》恭惠王后
- 2008年：SBS《為什麼來我家》飾 韓銀秀
- 2008年：MBC《春子家有喜事了》
- 2009年：SBS《該隱與亞伯》飾 李貞敏
- 2010年：MBC《同伊》飾 銀今
- 2010年：SBS《Giant》飾 千秀妍
- 2014年：SBS《只屬於我的你》飾 李幼羅

### 電影
- 2006年：《校園女王妃》